# Michael McKean
Pour les articles homonymes, voir McKean.
Michael McKean, crédité sous son nom complet Michael John McKean, au début de sa carrière, est un acteur, compositeur, réalisateur, scénariste et producteur américain, né le 17 octobre 1947 à New York, dans l'État de New York.

## Biographie
Michael John McKean naît le 17 octobre 1947 à New York, dans l'État de New York.

### Vie privée
Il se marie avec Susan Russell en 1970. Ils ont deux fils, Colin (1976 - 2012) et Fletcher. Ils divorcent en 1993.
Il se remarie avec Annette O'Toole en 1999.

## Carrière
A la télévision, il interprète le rôle de Leonard « Lenny » Kosnowski dans Laverne et Shirley, 
Il joue aussi Morris Fletcher dans X-Files : Aux frontières du réel et Perry White dans Smallville.
Il tient l'un des rôles principaux dans la série Better Call Saul, préquelle de Breaking Bad.
L'un de ses rôles les plus célèbre est celui de David St. Hubbins dans le faux documentaire Spinal Tap de Rob Reiner.
Il joue le rôle de Mr. Olive dans l'adaptation du jeu de société Cluedo de Jonathan Lynn.
Il tient l'un des premiers rôles dans les films de science-fiction D.A.R.Y.L. et Appelez-moi Johnny 5.
Habitué des seconds rôles, il reste un visage familier. Il apparaît dans nombreux films, téléfilms et séries qui lui auront permis de travailler avec des grands noms : Steven Spielberg, Robert Zemeckis, John Carpenter, Garry Marshall, John Hughes, Francis Ford Coppola, Clint Eastwood ou encore Woody Allen.

## Filmographie

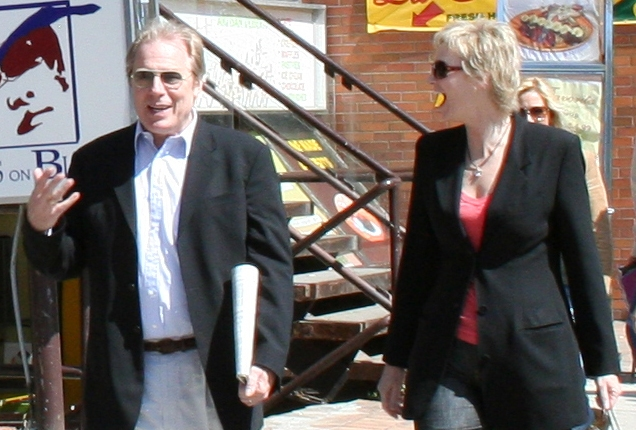
Michael McKean et Jane Lynch Toronto International Film Festival en 2006.

### Cinéma

#### Longs métrages
- 1977 : Cracking Up de Rowby Goren et Chuck Staley : divers personnages
- 1979 : 1941 de Steven Spielberg : Willy
- 1980 : La Grosse Magouille (Used Cars) de Robert Zemeckis : Eddie Winslow
- 1982 : Docteurs in love (Young Doctors in Love) de Garry Marshall : Dr Simon August
- 1984 : Spinal Tap (This Is Spinal Tap) de Rob Reiner : David St. Hubbins
- 1985 : D.A.R.Y.L. de Simon Wincer : Andy Richardson
- 1985 : Cluedo (Clue) de Jonathan Lynn : Mr Olive
- 1987 : Light of Day de Paul Schrader : Bu Montgomery / Le Barbusters
- 1987 : Un ticket pour deux (Planes, Trains & Automobiles) de John Hughes : Un state trooper
- 1988 : Appelez-moi Johnny 5 (Short Circuit 2) de Kenneth Johnson : Fred Ritter
- 1988 : Objectif Terrienne (Earth Girls Are Easy) de Julien Temple : Woody
- 1989 : Hider in the House de Matthew Patrick : Phil Dreyer
- 1989 : The Big Picture de Christopher Guest : Emmet Sumner
- 1990 : Flashback de Franco Amurri : Hal
- 1990 : Elles craquent toutes sauf une (Book of Love) de Robert Shaye : Jack Twiller adulte
- 1991 : Double Identité (True Identity) de Charles Lane : Harvey Cooper
- 1992 : Les Aventures d'un homme invisible (Memoirs of an Invisible Man) de John Carpenter : George Talbot
- 1992 : Man Trouble de Bob Rafelson : Eddy Revere
- 1993 : Coneheads de Steve Barron : Gorman Seedling, sous-commissionnaire de l'INS
- 1994 : Radio Rebels (Airheads) de Michael Lehmann : Milo
- 1994 : Radioland Murders de Mel Smith : Rick Rochester
- 1995 : La Tribu Brady (The Brady Bunch Movie) de Betty Thomas : Mr Larry Dittmeyer
- 1995 : The Pompatus of Love de Richard Schenkman : Une star
- 1995 : Across the Moon de Lisa Gottlieb : Frank
- 1996 : Jack de Francis Ford Coppola : Paulie
- 1996 : Edie & Pen de Matthew Irmas : Rick
- 1997 : Le Nouvel Espion aux pattes de velours (That Darn Cat) de Bob Spiers : Peter Randall
- 1997 : Rien à perdre (Nothing to Lose) de Bob Spiers : Phillip Barrow
- 1997 : Casper, l'apprenti fantôme (Casper: À Spirited Beginning) de Sean McNamara : Bill Case
- 1997 : Quand le destin s'en mêle (Still Breathing) de James F. Robinson : Mark
- 1997 : Manipulations (No Strings Attached) de Josef Rusnak : Elliot Lewis
- 1998 : Small Soldiers de Joe Dante : Insaniac / Troglokhan (voix)
- 1998 : The Pass de Kurt Voss : Willie
- 1998 : The Man Who Counted de Curtiss Clayton : Reverend Hooper
- 1998 : Archibald the Rainbow Painter de Les Landau (en) : J.P. Bigelow
- 1998 : With Friends Like These... de Philip Frank Messina : Dr Maxwell Hersh
- 1999 : Jugé coupable (True Crime) de Clint Eastwood : Révérend Shillerman
- 1999 : Mrs. Tingle (Teaching Mrs. Tingle) de Kevin Williamson : Principal Potter
- 1999 : Mystery, Alaska de Jay Roach : Mr Walsh
- 1999 : Snowden's Christmas de Tim Snyder : Le batteur (voix)
- 1999 : Kill the Man de Tom Booker et Jon Kean : M. Livingston
- 2000 : Bêtes de scène (Best in Show) de Christopher Guest : Stefan Vanderhoof
- 2000 : De toute beauté (Beautiful) de Sally Field : Lance DeSalvo
- 2000 : Little Nicky de Steven Brill : Le chef de la police
- 2001 : Docteur Dolittle 2 (Doctor Dolittle 2) de Steve Carr : L'oiseau (voix)
- 2001 : Never Again d'Eric Schaeffer : Alex
- 2001 : My First Mister de Christine Lahti : Bob Benson
- 2002 : Slap Her... She's French de Melanie Mayron : Mr Duke
- 2002 : Teddy Bears' Picnic d'Harry Shearer : Porterfield "Porty" Pendleton
- 2002 : Le Bossu de Notre-Dame 2 (The Hunchback of Notre Dame II) de Bradley Raymond : Sarousch (voix)
- 2002 : Le Gourou et les Femmes (The Guru) de Daisy von Scherler Mayer : Dwain
- 2002 : Auto Focus de Paul Schrader : Un producteur
- 2002 : 100 Mile Rule de Brent Huff : Howard
- 2003 : A Mighty Wind de Christopher Guest : Jerry Palter
- 2005 : The Producers de Daniel Ivanick : Un prisonnier
- 2006 : For Your Consideration de Christopher Guest : Lane Iverson
- 2006 : Mon vrai père et moi (Relative Strangers) de Greg Glienna : Ken Hyman
- 2007 : The Grand de Zak Penn : Steve Lavisch
- 2007 : Joshua de George Ratliff : Chester Jenkins
- 2008 : Adventures of Power d'Ari Gold : Harlan
- 2009 : Whatever Works de Woody Allen : L'ami de Boris
- 2010 : Pure Country 2: The Gift de Christopher Cain : Peter
- 2012 : The Words de Brian Klugman et Lee Sternthal : Nelson Wylie
- 2012 : Batman: The Dark Knight Returns, Partie 1 (Batman: The Dark Knight Returns, Part 1) de Jay Oliva : Dr Bartholomew Wolper (voix)
- 2013 : Batman: The Dark Knight Returns, Partie 2 (Batman: The Dark Knight Returns, Part 2) de Jay Oliva : Dr Bartholomew Wolper (voix)
- 2013 : 10 Rules for Sleeping Around de Leslie Greif : Jeffrey Fields
- 2015 : Ma mère et moi (The Meddler) de Lorene Scafaria : Mark
- 2020 : Pink Skies Ahead de Kelly Oxford : Robert
- 2021 : My Little Pony : Nouvelle Génération (My Little Pony: A New Generation) de Robert Cullen et Jose Ucha : Agryle (voix)
- 2021 : Playing God de Scott Brignac : Frank
- 2022 : Jerry and Marge Go Large de David Frankel : Howard
- 2025 : Spinal Tap 2: The End Continues de Rob Reiner : David St. Hubbins

#### Courts métrages
- 1998 : The Man Who Counted de Curtiss Clayton : Révérend Hooper
- 2003 : Haunted Lighthouse de Joe Dante : Capitaine Van Legge (voix)
- 2005 : Candor City Hospital de David Paymer : Un patient
- 2005 : Arnie the Doughnut de Daniel Ivanick : Le narrateur / Annie le beignet (voix)
- 2006 : Open Wide: Tooth School Inside de Daniel Ivanick : Dr Flossman (voix)
- 2017 : Observatory Blues de Conor Dooley et Eric Paschal Johnson : Jim (voix)
- 2019 : Mon Papa (Daddio) de Casey Wilson : Paul

### Télévision

#### Séries télévisées
- 1979 : Happy Days : Leonard "Lenny" Kosnowski
- 1979 - 1983 : Laverne and Shirley : Leonard "Lenny" Kosnowski
- 1980 : Goodtimes Girls : Joey
- 1986 : Tall Tales and Legends : Mac Macintosh / Mr Wallace
- 1987 : Le Monde merveilleux de Disney (The Wonderful World of Disney) : Warren Starbinder / Jason Starr
- 1990 : La Maison en folie (Empty Nest) : Dennis
- 1990 : Arabesque : Ross McKay
- 1990 : The Grand : Tom Smithson
- 1991 : Sessions : Dan Carver
- 1991 : Morton and Hayes : Dr Mummenschvantz
- 1991 - 1996 : Dream On : Gibby Fiske
- 1992 - 1994 : Dinosaures (Dinosaurs) : Hank / L'inspecteur / Les (voix)
- 1992 / 1999 : Les Simpson (The Simpsons) : David St. Hubbins / Jerry Rude / Arthur Fortune (voix)
- 1993 : Family Album : Mr Gordon
- 1993 / 1998 : Animaniacs : Un cowboy / Jake / Neivel Nosenest (voix)
- 1994 : Loïs et Clark : Les Nouvelles Aventures de Superman (Lois & Clark: The New Adventures of Superman) : Dr Fabian Leek
- 1994 : Duckman : Bob Hiney (voix)
- 1994 : Getting By : Dirk Clearfield
- 1995 : Une nounou d'enfer (The Nanny) : Professeur Noel Babcock
- 1995 : Friends : Léon Rastatter
- 1996 : Caroline in the City : Père Damian
- 1996 : Star Trek: Voyager : Le clown
- 1996 - 1998 : Le Livre de la jungle, souvenirs d'enfance (Jungle Cubs) : Cecil (voix)
- 1996 - 1998 : Minus et Cortex (Pinky and the Brain) : Le collectionneur / Herbert Schniederlander / Mel Aroma (voix)
- 1996 - 1999 : Tracey Takes On... : Barrington "Barry" LeTissier
- 1997 : Les Rangers de l'espace (Road Rovers) : Dr Jeffrey Otitus (voix)
- 1997 : Johnny Bravo : Roi Raymond / Rupert / Le rhinocéros (voix)
- 1997 : The Weird Al Show : Un mineur
- 1997 - 1998 : Les 101 Dalmatiens, la série (101 Dalmatians: The Series) : Jasper Badun (voix)
- 1998 : L'Irrésistible Jack (The Closer) : Arthur Willhaven
- 1998 : Murphy Brown : Dennis Page
- 1998 : Les Castors allumés (The Angry Beavers) : L.G Aglae / Un castor (voix)
- 1998 : Batman : Le Joker des années 50 / Un mutant (voix)
- 1998 : Les Dessous de Veronica (Veronica's Closet) : Dave Whitby
- 1998 : La Cour de récré (Recess) : Mr Bream (voix)
- 1998 : Mr. Show with Bob and David : Professeur Peens
- 1998 : Lateline : Dick Obermeyer
- 1998 - 1999 : Maggie Winters : Lewis Stickley
- 1998 - 1999 / 2002 : X-Files : Aux frontières du réel (The X-Files) : Morris Fletcher
- 1999 : Providence : Sherman Smith
- 1999 : Minus, Elmira et Cortex (Pinky, Elmyra & the Brain) : L'épicier (voix)
- 1999 : Incorrigible Cory (Boy Meets World) : Jedediah Lawrence
- 1999 / 2002 : Hé Arnold ! (Hey Arnold!) : Johnny Stitches (voix)
- 2000 : Batman, la relève (Batman Beyond) : Ian Peek (voix)
- 2000 - 2001 : Les Associées (The Huntress) : Lieutenant Praeger / Ralph Torson
- 2000 - 2001 : Clerks : Le portier / Professeur Ram (voix)
- 2000 / 2002 : Les Griffin (Family Guy) : Pawtucket Pat / Un vendeur de Camel (voix)
- 2000 / 2008 : New York, police judiciaire (Law and Order) : Elias Grace / Bill Nolan
- 2001 : The Lone Gunmen : Au cœur du complot (The Lone Gunmen) : Morris Fletcher
- 2001 : Strip Mall : Le présentateur
- 2001 - 2002 : Oswald la pieuvre (Oswald) : Louie (voix)
- 2001 - 2003 : Primetime Glick : Adrien Van Voorhees
- 2002 : Teamo Supremo : Lo-Fi (voix)
- 2002 : Ginger : Bobby Lightfoot (voix)
- 2002 : La Ligue des justiciers (Justice League) : Sergent O'Shaughnessey (voix)
- 2002 : Le Projet Zeta (The Zeta Project) : Dr Marcus Edmund (voix)
- 2002 - 2005 : Harvey Birdman, Attorney at Law : Evelyn Spyro Throckmorton (voix)
- 2003 : Mad TV : Jerry Palter
- 2003 / 2010 - 2011 : Smallville : Perry White
- 2005 : Alias : Dr Atticus Liddell
- 2005 : Boston Justice : Dwight Biddle
- 2005 : Hopeless Pictures : Mel Wax (voix)
- 2006 : Help Me Help You : Dr Howard "J" Hubbins
- 2006 : Catscratch : Un porc (voix)
- 2007 : Billy et Mandy, aventuriers de l'au-delà (The Grim Adventures of Billy & Mandy) : Kalgoron (voix)
- 2007 / 2011 : Larry et son nombril (Curb Your Enthusiasm) : Matt Tessler
- 2008 : The Unit : Commando d'élite (The Unit) : Dr Donald Metz
- 2010 : 1, rue Sésame (Sesame Street) : Vergil Von Vivaldi (voix)
- 2010 : Glory Days : Stu
- 2011 : Castle : Victor Baron
- 2011 : Off the Map : Urgences au bout du monde (Off the Map) : Ed Greenman
- 2011 : Childrens Hospital : La Mort
- 2011 : Homeland : Juge Jeffrey Turner
- 2011 : Glenn Martin DDS : Sarge (voix)
- 2012 : New York, unité spéciale (Law and Order: Special Victims Unit) : Kurt Sandow
- 2012 : Cosmocats : Vultaire (voix)
- 2012 - 2013 : Happy Endings : Big Dave
- 2012 / 2016 : Bob l'éponge (SpongeBob SquarePants) : Capitaine Forsty Mug / Lonnie (voix)
- 2013 : American Dad! : Empereur Zing (voix)
- 2013 : Family Tree : Keith Chadwick
- 2014 : Les 7N (The 7D) : Oncle Hamidor (voix)
- 2015 : Comedy Bang! Bang! : Zeus
- 2015 - 2016 : Drunk History : Carl Laemmle / Arthur Jell
- 2015 - 2022 : Better Call Saul : Charles "Chuck" McGill
- 2016 - 2018 : Boucle d'Or et Petit Ours (Goldie & Bear) : Mr Locks (voix)
- 2018 : The Good Place : Doug Forcett
- 2019 : Good Omens : Sergent Shadwell
- 2019 : Veep : Gouverneur Ballentine
- 2020 : Breeders : Michael
- 2020 : Helpsters : Roy (voix)
- 2020 : At Home with Amy Sedaris : Guy Lombardi
- 2020 - 2022 : Grace & Frankie : Jack
- 2021 - 2023 : Les Razmoket (Rugrats) : Grand-Père Lou Pickles (voix)
- 2022 : Billions : Meville Revere
- 2023: Faux-semblants (Dead Ringers) : Marion
- 2023 - 2024 : La Diplomate (The Diplomat) : Président William Rayburn

## Notes et références

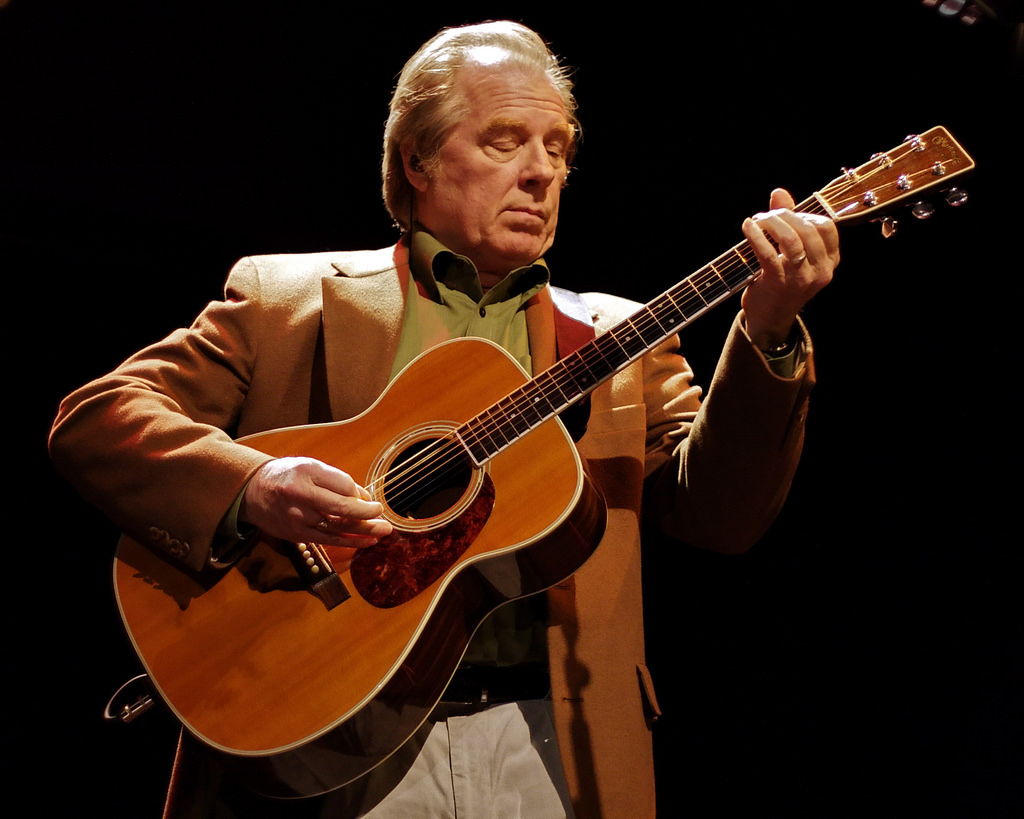
Michael McKean en avril 2009.

#### Téléfilms
- 1978 : More Than Friends de James Burrows : Terry Christopher
- 1986 : Petite annonce pour grand amour (Classified Love) de Don Taylor : Pete Newly
- 1987 : Double Agent de Michael Vejar : Jason Starr / Warren Starbinder
- 1987 : Daniel and the Towers (en) de Paul Schneider : Wexler Hatch
- 1988 : A Father's Homecoming de R.W. Goodwin et Rick Wallace : Michael
- 1991 : Meurtre dans les hautes sphères (Murder in High Places) de John Byrum : Pettibone
- 1988 : Portrait of a White Marriage d'Harry Shearer : Révérend Prufrock
- 1992 : Halloween Jam at Universal Studios d'Aaron Sadovsky : David St. Hubbins
- 1994 : MacShayne: The Final Roll of the Dice d'Aaron Sadovsky : Ozzie
- 1995 : The Sunshine Boys d'Aaron Sadovsky : Scott Grogan
- 1998 : L'Ultime verdict (Final Justice) de Tommy Lee Wallace : Merle Hammond
- 2003 : Pancho Villa (And Starring Pancho Villa as Himself) de Bruce Beresford : William Christy Cabanne
- 2006 : The Year Without a Santa Claus de Ron Underwood : Snow Miser
- 2007 : The Thick of It de Christopher Guest : Glen Glahm

### Jeu vidéo
- 1997 : Zork: Grand Inquisitor : Dalboz de Gurth, le maître du donjon (voix)

### Compositeur
- 1984 : Spın̈al Tap (This Is Spinal Tap)
- 1991 : Morton & Hayes (série télévisée)
- 1992 : Spinal Tap: Break Like the Wind - The Videos (vidéo)
- 1992 : A Spinal Tap Reunion: The 25th Anniversary London Sell-Out (TV)
- 1996 : Waiting for Guffman

### Réalisateur
- 1992 : A Spinal Tap Reunion: The 25th Anniversary London Sell-Out (TV)

### Scénariste
- 1984 : Spinal Tap (This Is Spinal Tap)
- 1989 : The Big Picture
- 1992 : Spinal Tap: Break Like the Wind - The Videos (vidéo)
- 2025 : Spinal Tap 2: The End Continues de Rob Reiner

### Comme producteur
- 1992 : A Spinal Tap Reunion: The 25th Anniversary London Sell-Out (TV)

## Voix francophones
En France, Philippe Catoire et François Dunoyer sont les voix régulières de Michael McKean, en alternance.